# 9e législature du Canada

La distribution initiale des sièges lors de la 9e législature du Canada

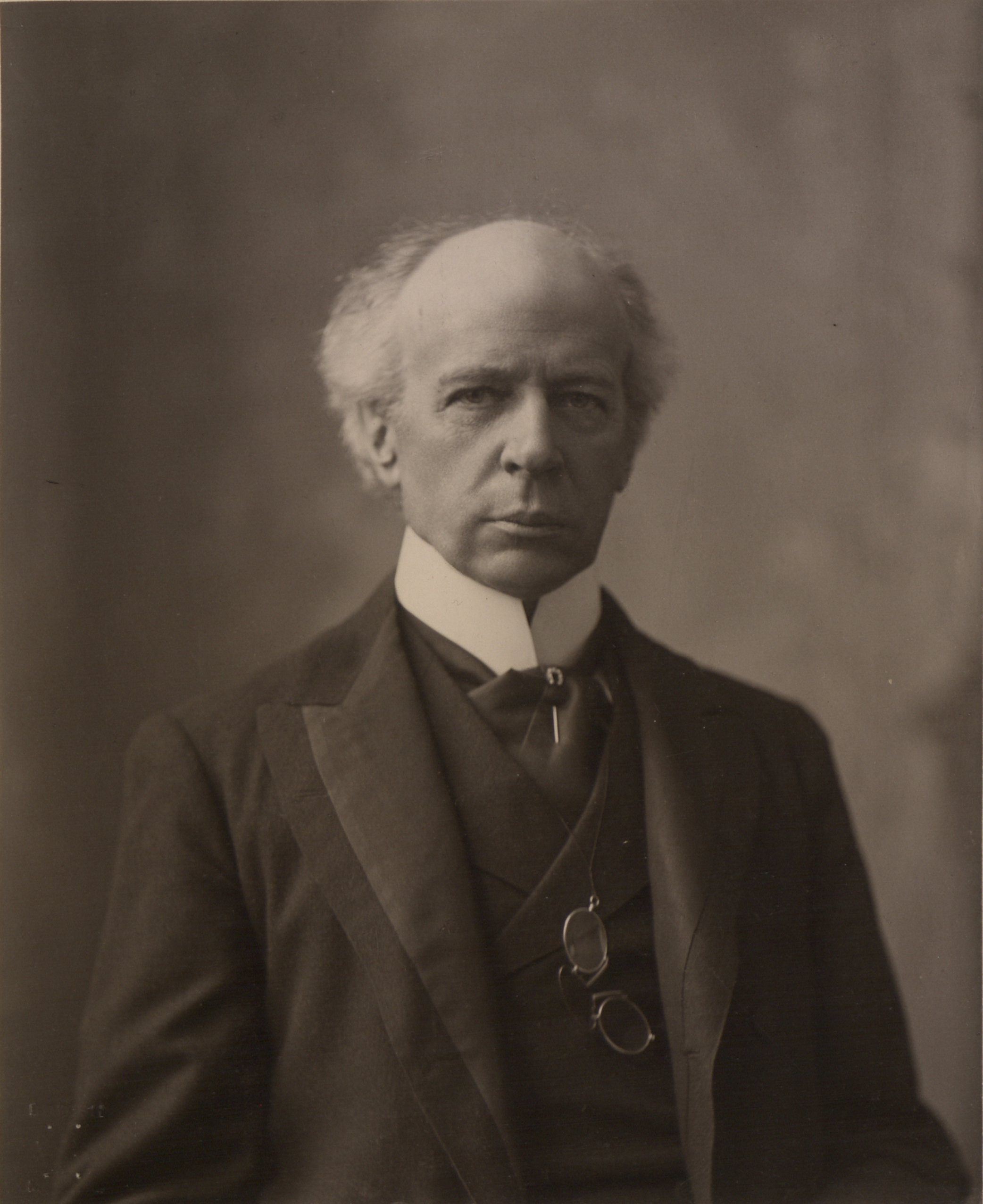
Sir Wilfrid Laurier fut premier ministre durant la 9e législature

La 9e législature du Canada fut en session du 6 février 1901 au 29 septembre 1904. Sa composition fut établie par les élections de 1900, tenues le 7 novembre 1900, et fut légèrement modifiée par des démissions et des élections partielles survenues avant les élections de 1904.
Cette législature fut contrôlée par un gouvernement majoritaire représenté par le Parti libéral et son chef Wilfrid Laurier. L'Opposition officielle fut représentée par le Parti conservateur/Libéral-conservateur dirigés par Robert Borden. 
Le Président de la Chambre des communes fut initialement Louis-Philippe Brodeur et ensuite Napoléon Antoine Belcourt. 
Voici les 4 sessions parlementaires de la 9e législature:
| Session | Début           | Fin             |
| ------- | --------------- | --------------- |
| 1re     | 6 février 1901  | 23 mai 1901     |
| 2e      | 13 février 1902 | 15 mai 1902     |
| 3e      | 12 mars 1903    | 24 octobre 1903 |
| 4e      | 10 mars 1904    | 10 août 1904    |

## Liste des députés

### Colombie-Britannique
| Circonscription | Circonscription | Nom                                                   | Parti        |
| --------------- | --------------- | ----------------------------------------------------- | ------------ |
| Burrard         |                 | George Ritchie Maxwell (décès le 17 novembre 1902)    | Libéral      |
| Burrard         |                 | Robert George Macpherson (élection partielle en 1903) | Libéral      |
| New Westminster |                 | Aulay MacAulay Morrison                               | Libéral      |
| Vancouver       |                 | Ralph Smith                                           | Libéral      |
| Victoria*       |                 | Thomas Earle                                          | Conservateur |
| Victoria*       |                 | Edward Gawler Prior (au 2 décembre 1901)              | Conservateur |
| Victoria*       |                 | George Riley (élection partielle en 1902)             | Libéral      |
| Yale—Cariboo    |                 | William Alfred Galliher                               | Libéral      |

### Île-du-Prince-Édouard
| Circonscription | Circonscription | Nom                                                                    | Parti                |
| --------------- | --------------- | ---------------------------------------------------------------------- | -------------------- |
| King's          |                 | James Joseph Hughes                                                    | Libéral              |
| Prince-Est      |                 | Alfred Alexander Lefurgey                                              | Conservateur         |
| Prince-Ouest    |                 | Edward Hackett                                                         | Libéral-conservateur |
| Queen's-Est     |                 | Donald Alexander Mackinnon (élection annulée le 11 février 1901)       | Libéral              |
| Queen's-Est     |                 | Donald Alexander Mackinnon (élection partielle en 1901)                | Libéral              |
| Queen's-Ouest   |                 | Louis Henry Davies (au 25 septembre 1901)                              | Libéral              |
| Queen's-Ouest   |                 | Donald Farquharson (élection partielle en 1902, décès le 26 juin 1903) | Libéral              |
| Queen's-Ouest   |                 | Horace Haszard (élection partielle en 1904)                            | Libéral              |

### Manitoba
| Circonscription | Circonscription | Nom                                                           | Parti        |
| --------------- | --------------- | ------------------------------------------------------------- | ------------ |
| Brandon         |                 | Clifford Sifton                                               | Libéral      |
| Lisgar          |                 | Robert Lorne Richardson (élection annulée le 20 juillet 1901) | Indépendant  |
| Lisgar          |                 | Duncan Alexander Stewart (élection partielle en 1902)         | Libéral      |
| Macdonald       |                 | Nathaniel Boyd                                                | Conservateur |
| Marquette       |                 | William James Roche                                           | Conservateur |
| Provencher      |                 | Alphonse Alfred Clément Larivière                             | Conservateur |
| Selkirk         |                 | William McCreary                                              | Libéral      |
| Winnipeg        |                 | Arthur W. Puttee                                              | Travailliste |

### Nouveau-Brunswick
| Circonscription             | Circonscription | Nom                                                   | Parti                |
| --------------------------- | --------------- | ----------------------------------------------------- | -------------------- |
| Albert                      |                 | William James Lewis                                   | Libéral              |
| Carleton                    |                 | Frederick Harding Hale                                | Libéral-conservateur |
| Charlotte                   |                 | Gilbert White Ganong                                  | Libéral-conservateur |
| Cité et Comté de Saint-Jean |                 | Joseph John Tucker                                    | Libéral              |
| Cité de Saint-Jean          |                 | Andrew George Blair (démissionne le 27 décembre 1903) | Libéral              |
| Cité de Saint-Jean          |                 | John Waterhouse Daniel (élection partielle en 1904)   | Conservateur         |
| Gloucester                  |                 | Onésiphore Turgeon                                    | Libéral              |
| Kent                        |                 | Olivier Leblanc                                       | Libéral              |
| King's                      |                 | George William Fowler                                 | Conservateur         |
| Northumberland              |                 | James Robinson                                        | Conservateur         |
| Restigouche                 |                 | James Reid                                            | Libéral              |
| Sunbury—Queen's             |                 | Robert Duncan Wilmot                                  | Conservateur         |
| Victoria                    |                 | John Costigan                                         | Libéral-conservateur |
| Westmorland                 |                 | Henry Robert Emmerson                                 | Libéral              |
| Westmorland                 |                 | Henry Robert Emmerson (élection partielle en 1904)    | Libéral              |
| York                        |                 | Alexander Gibson (élection annulée le 11 juin 1901)   | Libéral              |
| York                        |                 | Alexander Gibson (élection partielle en 1901)         | Libéral              |

### Nouvelle-Écosse
| Circonscription      | Circonscription | Nom                                               | Parti        |
| -------------------- | --------------- | ------------------------------------------------- | ------------ |
| Annapolis            |                 | Fletcher Bath Wade                                | Libéral      |
| Antigonish           |                 | Colin Francis McIsaac                             | Libéral      |
| Cap Breton*          |                 | Alexander Johnston                                | Libéral      |
| Cap Breton*          |                 | Arthur Samuel Kendall                             | Libéral      |
| Colchester           |                 | Seymour Eugene Gourley                            | Conservateur |
| Cumberland           |                 | Hance James Logan                                 | Libéral      |
| Digby                |                 | Albert James Smith Copp                           | Libéral      |
| Guysborough          |                 | Duncan Cameron Fraser (au 10 février 1904)        | Libéral      |
| Guysborough          |                 | John Howard Sinclair (élection partielle en 1904) | Libéral      |
| Halifax*             |                 | Robert Laird Borden                               | Conservateur |
| Halifax*             |                 | William Roche                                     | Libéral      |
| Hants                |                 | Benjamin Russell                                  | Libéral      |
| Inverness            |                 | Angus MacLennan                                   | Libéral      |
| Kings                |                 | Frederick William Borden                          | Libéral      |
| Lunenburg            |                 | Charles Edwin Kaulbach                            | Conservateur |
| Pictou*              |                 | Adam Carr Bell                                    | Conservateur |
| Pictou*              |                 | Charles Hibbert Tupper                            | Conservateur |
| Richmond             |                 | Joseph Matheson                                   | Libéral      |
| Shelburne et Queen's |                 | William Stevens Fielding                          | Libéral      |
| Victoria             |                 | William Ross                                      | Libéral      |
| Yarmouth             |                 | Thomas Barnard Flint (au 11 novembre 1902)        | Libéral      |
| Yarmouth             |                 | Bowman Brown Law (élection partielle en 1902)     | Libéral      |

### Ontario
| Circonscription              | Circonscription | Nom                                                         | Parti                    |
| ---------------------------- | --------------- | ----------------------------------------------------------- | ------------------------ |
| Addington                    |                 | John William Bell (décès le 5 juillet 1901)                 | Conservateur             |
| Addington                    |                 | Melzar Avery (élection partielle en 1902)                   | Conservateur             |
| Algoma                       |                 | Albert Edward Dyment                                        | Libéral                  |
| Bothwell                     |                 | James Clancy                                                | Conservateur             |
| Brant-Sud                    |                 | Charles Bernhard Heyd                                       | Libéral                  |
| Brockville                   |                 | John Culbert                                                | Conservateur             |
| Bruce-Est                    |                 | Henry Cargill (décès le 1er octobre 1903)                   | Conservateur             |
| Bruce-Est                    |                 | James J. Donnelly (élection partielle en 1904)              | Conservateur             |
| Bruce-Nord                   |                 | Alexander McNeill (élection annulée le 2 décembre 1901)     | Libéral-conservateur     |
| Bruce-Nord                   |                 | James Halliday (élection partielle en 1901)                 | Conservateur             |
| Bruce-Ouest                  |                 | John Tolmie                                                 | Libéral                  |
| Cardwell                     |                 | Robert Johnston                                             | Conservateur             |
| Carleton                     |                 | Edward Kidd                                                 | Conservateur             |
| Cornwall et Stormont         |                 | Robert Abercrombie Pringle                                  | Conservateur             |
| Dundas                       |                 | Andrew Broder                                               | Conservateur             |
| Durham-Est                   |                 | Henry Alfred Ward                                           | Conservateur             |
| Durham-Ouest                 |                 | Charles Jonas Thornton (élection annulée le 6 octobre 1901) | Conservateur             |
| Durham-Ouest                 |                 | Robert Beith (élection partielle en 1902)                   | Libéral                  |
| Elgin-Est                    |                 | Andrew B. Ingram                                            | Libéral-conservateur     |
| Elgin-Ouest                  |                 | Jabel Robinson                                              | Indépendant              |
| Essex-Nord                   |                 | Robert Franklin Sutherland                                  | Libéral                  |
| Essex-Sud                    |                 | Mahlon K. Cowan                                             | Libéral                  |
| Frontenac                    |                 | Hiram Augustus Calvin                                       | Conservateur             |
| Glengarry                    |                 | Jacob Thomas Schell                                         | Libéral                  |
| Grenville-Sud                |                 | John Dowsley Reid                                           | Conservateur             |
| Grey-Est                     |                 | Thomas Simpson Sproule                                      | Conservateur             |
| Grey-Nord                    |                 | Edward Henry Horsey (décès le 23 juillet 1902)              | Libéral                  |
| Grey-Nord                    |                 | Thomas Inkerman Thomson (élection partielle en 1903)        | Conservateur             |
| Grey-Sud                     |                 | Matthew Kendal Richardson                                   | Libéral-conservateur     |
| Haldimand et Monck           |                 | Andrew Thorburn Thompson                                    | Libéral                  |
| Halton                       |                 | David Henderson                                             | Conservateur             |
| Hamilton*                    |                 | Francis Carmichael Bruce                                    | Conservateur             |
| Hamilton*                    |                 | Samuel Barker                                               | Conservateur             |
| Hastings-Est                 |                 | William Barton Northrup                                     | Conservateur             |
| Hastings-Nord                |                 | Alexander Augustus Williamson Carscallen                    | Conservateur             |
| Hastings-Ouest               |                 | Henry Corby (démissionne le 28 février 1901)                | Conservateur             |
| Hastings-Ouest               |                 | Edward Guss Porter (élection partielle en 1902)             | Conservateur             |
| Huron-Est                    |                 | Peter Macdonald                                             | Libéral                  |
| Huron-Ouest                  |                 | Robert Holmes                                               | Libéral                  |
| Huron-Sud                    |                 | George McEwen                                               | Libéral                  |
| Kent                         |                 | George Stephens                                             | Libéral                  |
| Kingston                     |                 | Byron Moffatt Britton                                       | Libéral                  |
| Kingston                     |                 | William Harty (élection partielle en 1902)                  | Libéral                  |
| Lambton-Est                  |                 | Oliver Simmons (décès le 11 novembre 1903)                  | Conservateur             |
| Lambton-Est                  |                 | Joseph Elijah Armstrong (élection partielle en 1904)        | Conservateur             |
| Lambton-Ouest                |                 | Thomas George Johnston                                      | Libéral                  |
| Lanark-Nord                  |                 | Bennett Rosamond                                            | Conservateur             |
| Lanark-Sud                   |                 | John Graham Haggart                                         | Conservateur             |
| Leeds-Nord et Grenville-Nord |                 | John Reeve Lavell                                           | Conservateur             |
| Leeds-Sud                    |                 | George Taylor                                               | Conservateur             |
| Lennox                       |                 | Uriah Wilson                                                | Conservateur             |
| Lincoln et Niagara           |                 | Edward Arthur Lancaster                                     | Conservateur             |
| London                       |                 | Charles Smith Hyman                                         | Libéral                  |
| Middlesex-Est                |                 | James Gilmour (politician)                                  | Conservateur             |
| Middlesex-Nord               |                 | John Sherritt                                               | Conservateur             |
| Middlesex-Ouest              |                 | William Samuel Calvert                                      | Libéral                  |
| Middlesex-Sud                |                 | Malcolm McGugan                                             | Libéral                  |
| Muskoka et Parry Sound       |                 | George McCormick                                            | Libéral-conservateur     |
| Nipissing                    |                 | Charles Arthur McCool                                       | Libéral                  |
| Norfolk-Nord                 |                 | John Charlton                                               | Libéral                  |
| Norfolk-Sud                  |                 | David Tisdale                                               | Conservateur             |
| Northumberland-Est           |                 | Edward Cochrane                                             | Conservateur             |
| Northumberland-Ouest         |                 | John B. McColl                                              | Libéral                  |
| Ontario-Nord                 |                 | Angus McLeod (décédé en fonction)                           | Libéral-conservateur     |
| Ontario-Nord                 |                 | George Davidson Grant (élection partielle en 1903)          | Libéral                  |
| Ontario-Ouest                |                 | Isaac James Gould                                           | Libéral                  |
| Ontario-Sud                  |                 | William Ross                                                | Libéral                  |
| Ottawa (Cité d')*            |                 | Napoléon Antoine Belcourt                                   | Libéral                  |
| Ottawa (Cité d')*            |                 | Thomas Birkett                                              | Conservateur             |
| Oxford-Nord                  |                 | James Sutherland                                            | Libéral                  |
| Oxford-Nord                  |                 | James Sutherland (élection partielle en 1902)               | Libéral                  |
| Oxford-Sud                   |                 | Richard John Cartwright                                     | Libéral                  |
| Peel                         |                 | Richard Blain                                               | Conservateur             |
| Perth-Nord                   |                 | Alexander Ferguson Maclaren                                 | Conservateur             |
| Perth-Sud                    |                 | Dilman Kinsey Erb                                           | Libéral                  |
| Peterborough-Est             |                 | John Lang                                                   | Libéral indépendant      |
| Peterborough-Ouest           |                 | James Kendry                                                | Conservateur             |
| Prescott                     |                 | Isidore Proulx                                              | Libéral                  |
| Prince Edouard               |                 | George Oscar Alcorn                                         | Conservateur             |
| Renfrew-Nord                 |                 | Thomas Mackie                                               | Libéral                  |
| Renfrew-Sud                  |                 | Aaron Abel Wright                                           | Libéral                  |
| Russell                      |                 | William Cameron Edwards (nommé au Sénat)                    | Libéral                  |
| Russell                      |                 | David Wardrope Wallace (élection partielle en 1903)         | Libéral                  |
| Simcoe-Est                   |                 | William Humphrey Bennett                                    | Conservateur             |
| Simcoe-Nord                  |                 | Leighton Goldie McCarthy                                    | Indépendant              |
| Simcoe-Sud                   |                 | Haughton Lennox                                             | Conservateur             |
| Toronto-Centre               |                 | William Rees Brock                                          | Conservateur             |
| Toronto-Est                  |                 | Albert Edward Kemp                                          | Conservateur             |
| Toronto-Ouest*               |                 | Edmund Boyd Osler                                           | Conservateur             |
| Toronto-Ouest*               |                 | Edward Frederick Clarke                                     | Conservateur             |
| Victoria-Nord                |                 | Samuel Hughes                                               | Libéral-conservateur     |
| Victoria-Sud                 |                 | Adam Edward Vrooman                                         | Conservateur             |
| Waterloo-Nord                |                 | Joseph Emm Seagram                                          | Conservateur             |
| Waterloo-Sud                 |                 | George Adam Clare                                           | Conservateur             |
| Welland                      |                 | William Manley German                                       | Libéral                  |
| Wellington-Centre            |                 | John McGowan                                                | Libéral-conservateur     |
| Wellington-Nord              |                 | Edwin Tolton                                                | Conservateur             |
| Wellington-Sud               |                 | Hugh Guthrie                                                | Libéral                  |
| Wentworth-Nord et Brant      |                 | William Paterson                                            | Libéral                  |
| Wentworth-Sud                |                 | Ernest D'Israeli Smith                                      | Conservateur             |
| York-Est                     |                 | William Findlay Maclean                                     | Conservateur indépendant |
| York-Nord                    |                 | William Mulock                                              | Libéral                  |
| York-Ouest                   |                 | Nathaniel Clarke Wallace                                    | Conservateur             |
| York-Ouest                   |                 | Archibald Campbell (élection partielle en 1902)             | Libéral                  |

### Québec
| Circonscription                 | Circonscription | Nom                                                                              | Parti        |
| ------------------------------- | --------------- | -------------------------------------------------------------------------------- | ------------ |
| Argenteuil                      |                 | Thomas Christie (décédé en fonction)                                             | Libéral      |
| Argenteuil                      |                 | Thomas Christie (fils) (élection partielle en 1902)                              | Libéral      |
| Bagot                           |                 | Joseph Edmond Marcile                                                            | Libéral      |
| Beauce                          |                 | Joseph Godbout (nommé au Sénat)                                                  | Libéral      |
| Beauce                          |                 | Henri Sévérin Béland (élection partielle en 1902)                                | Libéral      |
| Beauharnois                     |                 | George di Madeiros Loy (élection annulée)                                        | Libéral      |
| Beauharnois                     |                 | George di Madeiros Loy (élection partielle en 1902)                              | Libéral      |
| Bellechasse                     |                 | Onésiphore-Ernest Talbot                                                         | Libéral      |
| Berthier                        |                 | Joseph-Éloi Archambault                                                          | Libéral      |
| Bonaventure                     |                 | Charles Marcil                                                                   | Libéral      |
| Brome                           |                 | Sydney Arthur Fisher                                                             | Libéral      |
| Chambly—Verchères               |                 | Victor Geoffrion                                                                 | Libéral      |
| Champlain                       |                 | Jeffrey Alexandre Rousseau                                                       | Libéral      |
| Charlevoix                      |                 | Louis Charles Alphonse Angers                                                    | Libéral      |
| Châteauguay                     |                 | James Pollock Brown                                                              | Libéral      |
| Chicoutimi—Saguenay             |                 | Joseph Girard                                                                    | Conservateur |
| Compton                         |                 | Rufus Henry Pope                                                                 | Conservateur |
| Deux-Montagnes                  |                 | Joseph Arthur Calixte Éthier (élection annulée le 6 août 1902)                   | Libéral      |
| Deux-Montagnes                  |                 | Joseph Arthur Calixte Éthier (élection partielle en 1903)                        | Libéral      |
| Dorchester                      |                 | Jean-Baptiste Morin                                                              | Conservateur |
| Drummond—Arthabaska             |                 | Louis Lavergne                                                                   | Libéral      |
| Gaspé                           |                 | Rodolphe Lemieux (au 29 janvier 1904)                                            | Libéral      |
| Gaspé                           |                 | Rodolphe Lemieux (élection partielle en 1904)                                    | Libéral      |
| Hochelaga                       |                 | Joseph Alexandre Camille Madore (à décembre 1903)                                | Libéral      |
| Hochelaga                       |                 | Louis Alfred Adhémar Rivet (élection partielle en 1904)                          | Libéral      |
| Huntingdon                      |                 | William Scott Maclaren                                                           | Libéral      |
| Jacques-Cartier                 |                 | Frederick Debartzch Monk                                                         | Conservateur |
| Joliette                        |                 | Charles Bazinet                                                                  | Libéral      |
| Kamouraska                      |                 | Henry George Carroll (au 10 février 1902)                                        | Libéral      |
| Kamouraska                      |                 | Henry George Carroll (élection partielle en 1902, au 29 janvier 1904)            | Libéral      |
| Kamouraska                      |                 | Ernest Lapointe (élection partielle en 1904)                                     | Libéral      |
| Labelle                         |                 | Henri Bourassa                                                                   | Libéral      |
| Laprairie—Napierville           |                 | Dominique Monet                                                                  | Libéral      |
| L'Assomption                    |                 | Romuald-Charlemagne Laurier                                                      | Libéral      |
| Laval                           |                 | Thomas Fortin (au 25 septembre 1901)                                             | Libéral      |
| Laval                           |                 | Joseph-Édouard-Émile Léonard (élection partielle en 1902)                        | Conservateur |
| Lévis                           |                 | Louis Julien Demers                                                              | Libéral      |
| L'Islet                         |                 | Alphonse Arthur Miville Déchêne (au 13 mai 1901, nommé au Sénat)                 | Libéral      |
| L'Islet                         |                 | Onésiphore Carbonneau (élection partielle en 1902)                               | Libéral      |
| Lotbinière                      |                 | Edmond Fortier                                                                   | Libéral      |
| Maisonneuve                     |                 | Raymond Préfontaine (au 11 novembre 1902)                                        | Libéral      |
| Maisonneuve                     |                 | Raymond Préfontaine (élection partielle en 1902)                                 | Libéral      |
| Maskinongé                      |                 | Joseph-Hormisdas Legris (au 10 février 1903, nommé au Sénat)                     | Libéral      |
| Maskinongé                      |                 | Hormidas Mayrand (élection partielle en 1903)                                    | Libéral      |
| Mégantic                        |                 | Georges Turcot                                                                   | Libéral      |
| Missisquoi                      |                 | Daniel Bishop Meigs                                                              | Libéral      |
| Montcalm                        |                 | François Octave Dugas                                                            | Libéral      |
| Montmagny                       |                 | Pierre-Raymond-Léonard Martineau (décès le 31 août 1903)                         | Libéral      |
| Montmagny                       |                 | Armand Renaud Lavergne (élection partielle en 1904)                              | Libéral      |
| Montmorency                     |                 | Thomas Chase Casgrain                                                            | Conservateur |
| Nicolet                         |                 | Georges Ball                                                                     | Conservateur |
| Pontiac                         |                 | Thomas Murray                                                                    | Libéral      |
| Portneuf                        |                 | Michel-Siméon Delisle                                                            | Libéral      |
| Québec-Centre                   |                 | Arthur Cyrille Albert Malouin                                                    | Libéral      |
| Québec (Comté de)               |                 | Charles Fitzpatrick                                                              | Libéral      |
| Québec-Est                      |                 | Wilfrid Laurier                                                                  | Libéral      |
| Québec-Ouest                    |                 | Richard Reid Dobell (décès le 11 janvier 1902)                                   | Libéral      |
| Québec-Ouest                    |                 | William Power (élection partielle en 1902)                                       | Libéral      |
| Richelieu                       |                 | Arthur Aimé Bruneau                                                              | Libéral      |
| Richmond—Wolfe                  |                 | Edmund William Tobin                                                             | Libéral      |
| Rimouski                        |                 | Jean Auguste Ross                                                                | Libéral      |
| Rouville                        |                 | Louis Philippe Brodeur (au 19 janvier 1904)                                      | Libéral      |
| Rouville                        |                 | Louis Philippe Brodeur (élection partielle en 1904)                              | Libéral      |
| Sainte-Anne                     |                 | Daniel Gallery                                                                   | Libéral      |
| Saint-Antoine                   |                 | Thomas George Roddick                                                            | Conservateur |
| Saint-Hyacinthe                 |                 | Michel Esdras Bernier (au 19 janvier 1904)                                       | Libéral      |
| Saint-Hyacinthe                 |                 | Jean-Baptiste Blanchet (élection partielle en 1904)                              | Libéral      |
| Saint-Jacques                   |                 | Odilon Desmarais (au 25 juin 1901)                                               | Libéral      |
| Saint-Jacques                   |                 | Joseph Brunet (élection partielle en 1902, élection annulée le 22 décembre 1902) | Libéral      |
| Saint-Jacques                   |                 | Honoré Gervais (élection partielle en 1904)                                      | Libéral      |
| Saint-Jean—Iberville            |                 | Louis-Philippe Demers                                                            | Libéral      |
| Saint-Laurent                   |                 | Robert Bickerdike                                                                | Libéral      |
| Sainte-Marie                    |                 | Joseph Israël Tarte                                                              | Libéral      |
| Shefford                        |                 | Charles Henry Parmelee                                                           | Libéral      |
| Sherbrooke (Ville de)           |                 | John McIntosh                                                                    | Conservateur |
| Soulanges                       |                 | Augustin Bourbonnais                                                             | Libéral      |
| Stanstead                       |                 | Henry Lovell                                                                     | Libéral      |
| Témiscouata                     |                 | Charles Arthur Gauvreau                                                          | Libéral      |
| Terrebonne                      |                 | Raymond Préfontaine (au 11 novembre 1902)                                        | Libéral      |
| Terrebonne                      |                 | Samuel Desjardins (élection partielle en 1903)                                   | Libéral      |
| Trois-Rivières-et-Saint-Maurice |                 | Jacques Bureau                                                                   | Libéral      |
| Vaudreuil                       |                 | Henry Stanislas Harwood                                                          | Libéral      |
| Wright                          |                 | Louis Napoléon Champagne                                                         | Libéral      |
| Yamaska                         |                 | Roch Moïse Samuel Mignault                                                       | Libéral      |

### Territoires du Nord-Ouest
| Circonscription  | Circonscription | Nom                  | Parti   |
| ---------------- | --------------- | -------------------- | ------- |
| Alberta          |                 | Frank Oliver         | Libéral |
| Assiniboia-Est   |                 | James Moffat Douglas | Libéral |
| Assiniboia-Ouest |                 | Thomas Walter Scott  | Libéral |
| Saskatchewan     |                 | Thomas Osborne Davis | Libéral |

### Yukon
| Circonscription | Circonscription | Nom                                              | Parti   |
| --------------- | --------------- | ------------------------------------------------ | ------- |
| Yukon           |                 | James Hamilton Ross (élection partielle en 1902) | Libéral |

## Sources
- Site web du Parlement du Canada

- (en) Cet article est partiellement ou en totalité issu de l’article de Wikipédia en anglais intitulé « 9th Canadian Parliament » (voir la liste des auteurs).